# Banpo (metropolitana di Seul)
Banpo (반포역 - 盤浦驛, Banpo-yeok ) è una stazione della metropolitana di Seul servita dalla linea 7 della metropolitana di Seul. Si trova nel quartiere di Seocho-gu, a sud-est rispetto al centro della città.

## Linee
Seoul Metro
● Linea 7 (Codice: 733)

## Struttura
La stazione è realizzata sottoterra, e possiede due banchine laterali, con due binari con porte di banchina a piena altezza e ascensori. Sono presenti due aree tornelli e 8 uscite in superficie.
| Direzione Jangam            | ● Linea 7 | per Cheongdam, Geondae-ipgu, Sangbong, Nowon e Jangam   |
| Direzione Bupyeong-gucheong | ● Linea 7 | per Express Bus Terminal, Isu, Onsu e Bupyeong-gucheong |

## Stazioni adiacenti
| «        | Servizio | »                    |
| Linea 7  | Linea 7  | Linea 7              |
| -------- | -------- | -------------------- |
| Nonhyeon | -        | Express Bus Terminal |